# Дуня Міятович
Ду́ня Мія́тович (босн. Dunja Mijatović) — боснійська правозахисниця, спеціалістка з мас-медійного права.
З 24 січня 2018 року Комісар Ради Європи з прав людини

## Освіта
Закінчила університет у Сараєві в 1987 році, здобувши ступінь бакалавра. Потім навчалася в Болонському університеті та Лондонській школі економіки та політичних наук. Закінчила навчання магістерською дисертацією «Інтернет та свобода вираження». Рідними мовами для Дуні Міятович є боснійська, сербська та хорватська. Також вона вільно володіє німецькою та англійською мовами. Вивчає французьку та російську.

## Кар'єра
Працюючи на посаді директора програмного відділу агентства комунікації в Боснії і Герцеговині, висунула свою кандидатуру на пост представника ОБСЄ зі свободи ЗМІ. Кандидатура Дуні Міятович стала консенсусною для західних делегацій та представників пострадянського табору. Вона була призначена на пост 11 березня 2010 року. 7 березня 2013 року переобрана на другий трирічний термін.